# 중국인민항일전쟁기념관

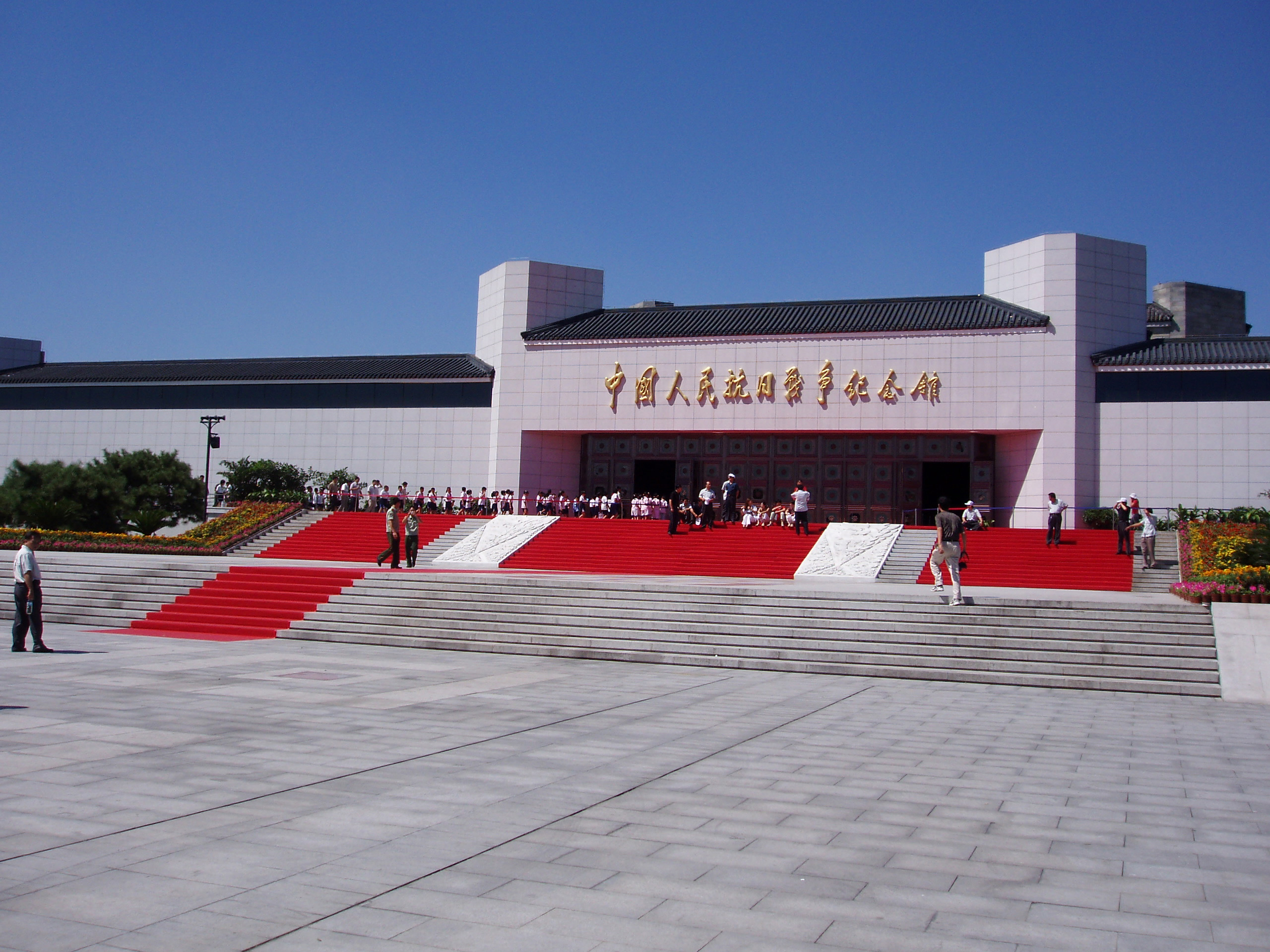

중국인민항일전쟁기념관(중국어: 中国人民抗日战争纪念馆)는 중국 베이징에 위치한 박물관이다.

## 개요
중국 베이징 청시[城西(성서)]구역, 완핑청에 있으며 1987년 항일전쟁 50주년을 맞아 설립되었다. 1987년 7월 7일에 건설 후 대외개방되었으며, 중국 유일의 중국 인민의 위대한 항일전쟁역사를 전면화한 대형 종합성 전문기념관으로 국가 1급 박물관이다.

## 박물관 소개
토지면적은 3만5천여 제곱미터, 건축면적은 2만1천여 제곱미터, 전시면적은 6천7백여 제곱미터다. 3개의 주제 (서당, 전시실, 화실) 전시관으로 구성되어 있으며 사료 5,000여 점, 사진 등 시청각 자료 3,800여 점을 소장하고 있다. 전시관은 종합관, 일본군 만행관, 인민 전쟁관 항일 영웅관 등 네 개로 구분되어 있으며 '구일팔사변(九一八事变)', '7·7 사변(七七事变)', '무한논함(武汉沦陷)', '전략상지(战略相持)', '전략진공(战略进攻)', '일구투항(日寇投降)' 등 1972년 중국과 일본의 국교가 정상화될 때까지의 역사적 사건과 문화재, 대형 사진관 이미지, 현장 재연 등의 형태로 이루어져 있다.

## 전시 및 행사
<2015년 기준>
- 항전 승리 70년 주제전시 :

2015년 9월 3일 전쟁 승리기념일에 맞추어 항일 전쟁기념관에서 대형 기념전시를 개최했다.
- 대만동포 항일투쟁사 테마전시 :

2015년 대만 광복 70주년을 맞이해 10월 25일, 대만 동포 항일투쟁사 실전을 열고, 대만 동포의 길게는 50년에 달하는 항일투쟁의 역사를 전면적으로 전시했다.
- 길림성 기록보관소 소장 일본침략 문서 테마전시 :

2015년 하반기, 기념관과 길림성 기록보관소는 공동으로 길림성 기록보관소 소장 일본침략증거를 문건전시 했다.